# Roman Asranqulow
Roman Maqsymuly Asranqulow (kasachisch Роман Мақсымұлы Асранқұлов, russisch Роман Максимович Асранкулов; * 30. Juli 1999 in Qostanai) ist ein kasachischer Fußballspieler, der seit 2019 bei Tobyl Qostanai in der Premjer-Liga unter Vertrag steht.

## Karriere

### Vereine
Asranqulow begann seine Karriere im Jugendverein des Tobyl Qostanai. Seit dem 1. Januar 2020 gehört er dem Profikader des Vereins an. Sein Vertrag mit Tobyl wurde zuletzt am 21. Dezember 2023 verlängert und läuft bis zum 31. Dezember 2025.

### Nationalmannschaft
Im Jahr 2020 spielte Asrankulow für die U21-Nationalmannschaft Kasachstans und kam dort zu drei Einsätzen. Sein Debüt in der A-Nationalmannschaft gab er am 26. März 2024 in einem Freundschaftsspiel gegen Luxemburg.